# Ізофота

Зображення комети Хейла-Боппа (02.02.1997) з накладеними ізофотами

Ізофо́та (від дав.-гр. ἴσος — «рівний, однаковий» і φῶς — «світло») — лінія, яка поєднує точки однакової яскравості на діаграмі або зображенні протяжного астрономічного об'єкта (галактики, комети тощо).